# Meg of Abernethy
Meg of Abernethy, född 1355, död 1405, var en skotsk musiker. Hon var harpospelare vid kungliga hovet och den tidigast kända inom det yrket.